# Озано, Жорж
Жорж Озано́ (фр. Georges Ozaneaux; 6 апреля 1795 года — 10 августа 1852 года, Париж) — французский писатель.

## Творчество
- «Histoire de France» (Париж, 1846),
- «Le dernier jour de Missolonghi» (драма, 1828),
- «Le nègre» (драма, 1830),
- «Le gentilhomme de la chambre» (1830),
- «Timor et Bayazed» (драма),
- «Nouveau système d’etudes philosophiques» (1830),
- «La Mission de Jeanne d’Arc» (хроника в стихах, 1836),
- «Les Romains» (1845);
- поэтические произведения Озано собраны под заглавием «Erreurs poétiques» (П., 1849).